# 新居濱市
新居濱市（日语：／ Niihama shi */?）是位於日本愛媛縣東部的城市，也是縣內人口第三多的城市。當地人口主要集中在北部的新居濱平原，沿海地區為工業區，國領川則流經市中心並往北注入瀨戶內海。當地因江戶時代開始開採別子銅山而逐漸發展。現今新居濱市為住友集團的企業市鎮，也是四國地區名列前茅的臨海工業都市之一。根據統計，2022年新居濱市的製造品生產毛額位居愛媛縣內第一。

## 地理
新居濱市的轄區包括位於瀨戶內海上的大島、以及屬於陸連島的御代島共3個島嶼。境內約75%的面積被山地和丘陵覆蓋，平原較少。坐落於南部的笹峰和西赤石山往東綿延形成法皇山脈，西邊則延伸至寒風山與瓶森等山岳。位於平原地帶，海拔200至500公尺的山地在市內呈東西走向，但被往北注入瀨戶內海的國領川、 東川、尻無川等河流一分為二。吉野川的支流銅山川則流經境內赤石山地以南的山間地帶。

### 氣候
新居濱市在氣候上屬於瀨戶內海式氣候。當地的年均溫約為17.5℃，年均降雨量則約950毫米。

## 人口
| 新居濱市人口分布圖 |                                                 |  |
| 新居濱市與日本全國年齡別人口分布比較圖 （2005年資料） | 新居濱市的年齡、男女別人口分布圖 （2005年資料） |  |
| ■紫色是新居濱市 ■綠色是全国 | ■藍色是男性 ■紅色是女性                         |  |
| 新居濱市人口變化 \| 1970年 \| 126,992人 \| \| \| 1975年 \| 132,115人 \| \| \| 1980年 \| 132,736人 \| \| \| 1985年 \| 132,540人 \| \| \| 1990年 \| 129,467人 \| \| \| 1995年 \| 128,236人 \| \| \| 2000年 \| 125,814人 \| \| \| 2005年 \| 123,952人 \| \| \| 2010年 \| 121,735人 \| \| \| 2015年 \| 119,903人 \| \| \| 2020年 \| 115,938人 \| \| |                                                 |  |
| 資料來源：日本總務省統計中心提供之人口普查數據 |                                                 |  |
| 1970年 | 126,992人                                       |  |
| 1975年 | 132,115人                                       |  |
| 1980年 | 132,736人                                       |  |
| 1985年 | 132,540人                                       |  |
| 1990年 | 129,467人                                       |  |
| 1995年 | 128,236人                                       |  |
| 2000年 | 125,814人                                       |  |
| 2005年 | 123,952人                                       |  |
| 2010年 | 121,735人                                       |  |
| 2015年 | 119,903人                                       |  |
| 2020年 | 115,938人                                       |  |

## 歷史

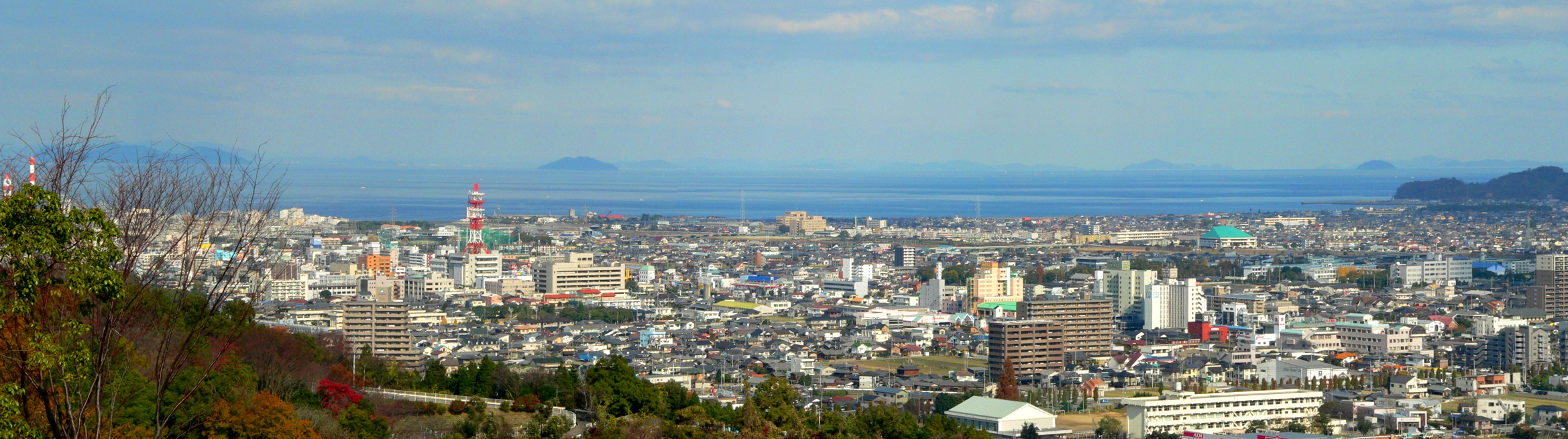
新居濱市區

當地出土的遺址和文物顯示古時便有人類在此定居。在大寶律令實施郡制後，現在的新居濱市和相鄰的西條市轄區皆屬於神野郡，最初郡衙設於現在的西條市地區內。奈良時代末期，郡衙遷至現在的新居濱市中村地區附近，因此此地在當時被命名為「新居」，並成為「新居鄉」，而新居以北的海岸地區，則就被稱為「新居濱」（濱為海岸的意思）。
中世紀時新居濱曾被金子氏統治三百多年，並在當地建造金子城，但金子氏在豐臣秀吉的四國征伐天正之陣中滅亡，而後當地成為豐臣的領地。元祿3 年(1690 年)，新濱居的別子銅山發現露頭後，德川幕府授權住友家族以合約形式經營別子銅山。隔年（1691年）別子銅山正式開坑，當地野因開採銅礦而逐漸繁榮。1950年代開始，住友集團在此發展金屬、機械與化工產業，使得當地成為一座工業城市。
1937年改制為市後的人口為32,254人，隨著產業的發展以及與周邊行政區劃的合併，全市人口逐漸的增加，直到1981年時，人口曾多達135,396人。此後人口開始逐漸減少，目前的人口數為愛媛縣內僅次於縣政府所在地松山市和新合併的今治市。並為全四國地區人口第六多的城市。

### 年表
- 1889年12月15日：實施町村制，現在的轄區在當時分屬：
  - 新居郡：新居濱村、金子村、高津村、大島村、多喜濱村、神鄉村、垣生村、船木村、泉川村、中萩村、大生院村、角野村。
  - 宇摩郡：別子山村。
- 1908年1月1日：新居濱村改制為新居濱町。
- 1937年11月3日：金子村、高津村、新居濱町合併為新居濱市，當時人口32,254人、面積18.39km²。[10]
- 1939年3月10日：泉川村改制為泉川町。
- 1939年10月1日：角野村改制為角野町。
- 1942年4月1日：中萩村改制為中萩町。
- 1953年5月3日：大島村、多喜濱村、神郷村、垣生村被併入新居濱市，合併後人口73,671人、面積43.42km²。
- 1955年3月31日：船木村、泉川町、中萩町、大生院村被併入新居濱市，合併後人口101,870人、面積161.35km²。
- 1956年9月28日：大生院西部地區被併入西條市，分割後人口106,421人、面積142.04km²。
- 1959年4月1日：角野町被併入新居濱市，合併後人口120,863人、面積157.41km²。
- 2003年4月1日：別子山村被併入新居濱市，合併後人口127,982人、面積234.30km²。

## 產業
根據日本經濟產業省發布的製造業事業所調査結果統計，2022年西條市的製造品生產毛額為1兆553億日圓，在愛媛縣内排名第一。

## 交通

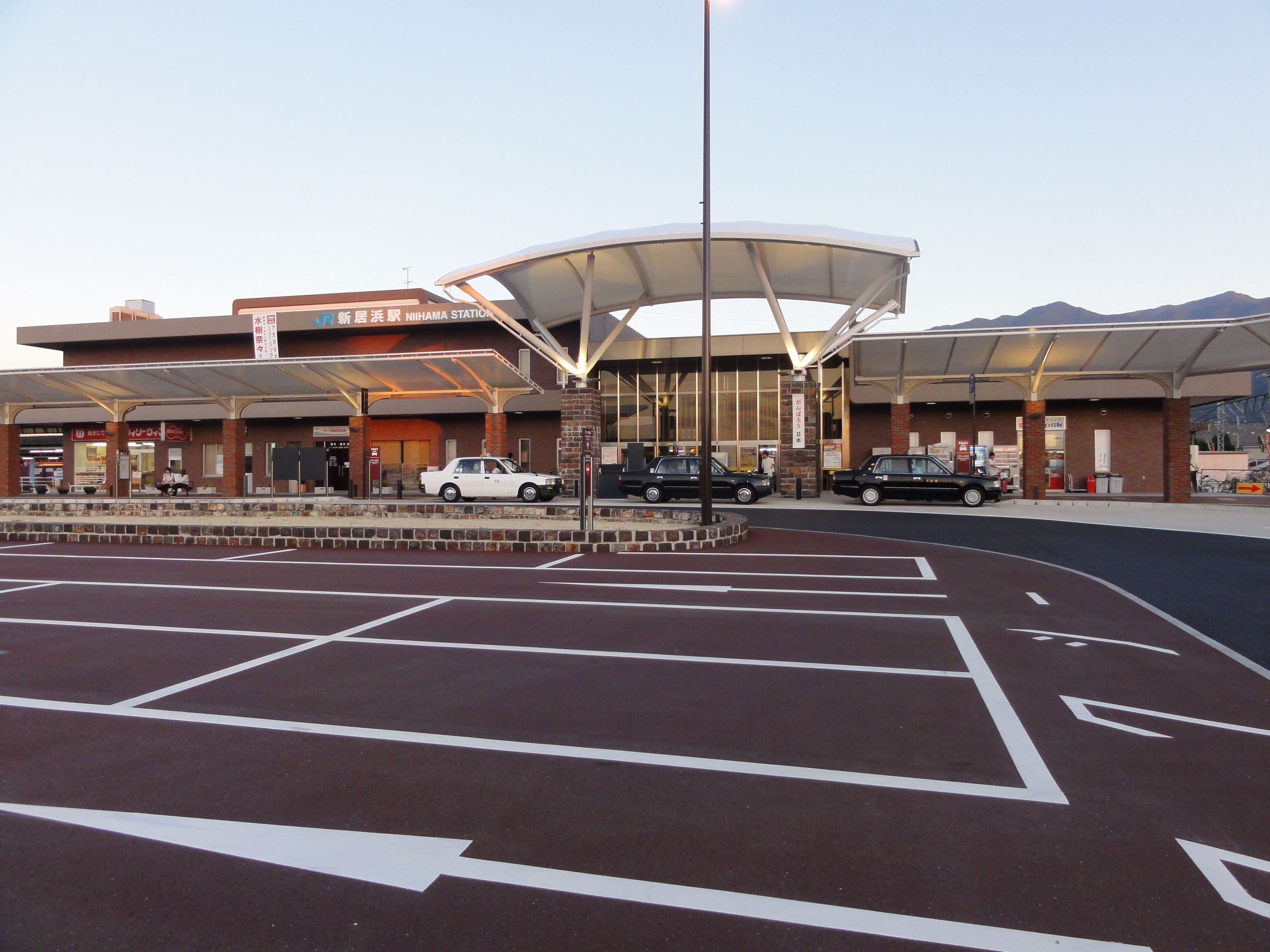
經翻新的新居濱站

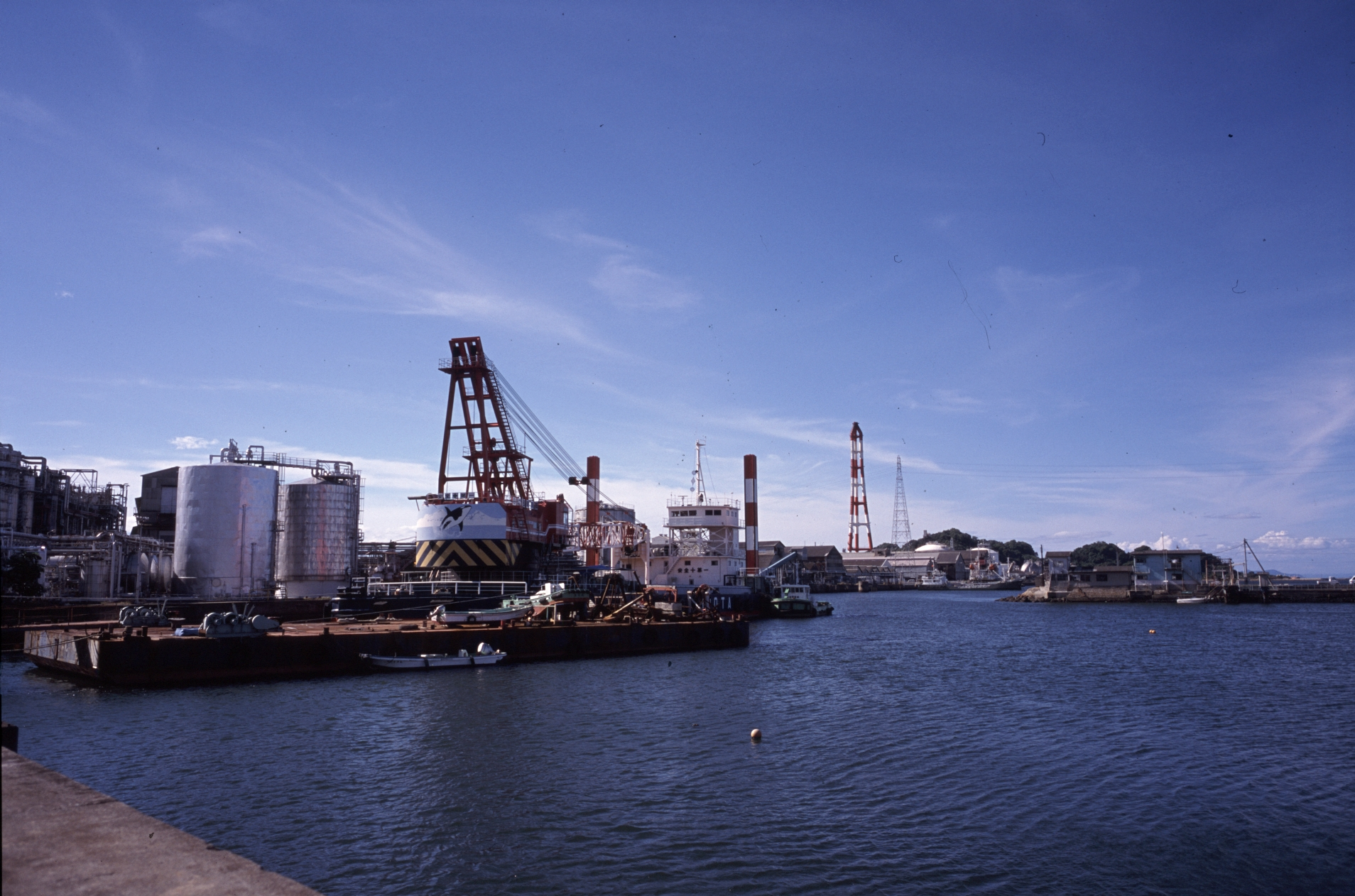
新居濱港

### 機場
在1959年至1965年期間，在黑島地區曾經設有海上機場，並由日東航空（經歷多次合併後，現為日本航空）經營往返大阪和別府市之間的航線。

### 鐵路
- 四國旅客鐵道
  - 予讚線：多喜濱站 - 新居濱站 - 中萩站

在1977年以前曾有住友金屬鑛山營運的住友別子鑛山鐵道，最初為開採礦石所建設的鐵路，在1929年至1955年期間，曾同時經營一般旅客運送業務。但此路線已於1977年停止營運。

### 道路
高速道路
- 松山自動車道：新居濱交流道

### 港口
- 新居濱港
- 東予港

由四國開發渡輪與新居濱市營渡海船經營往返關西和轄區內離島的航線。

## 觀光

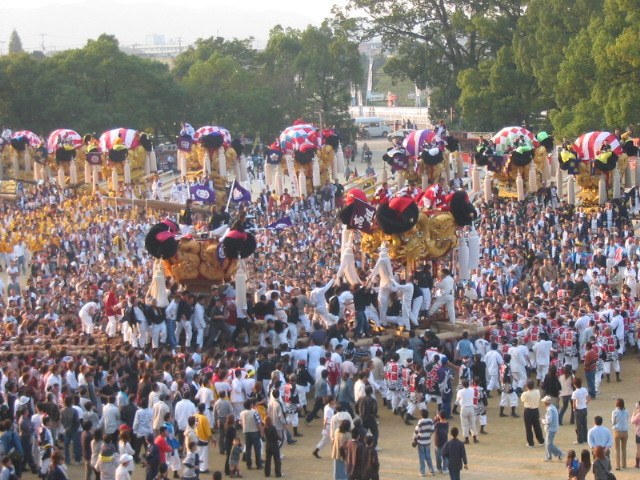
新居濱太鼓祭

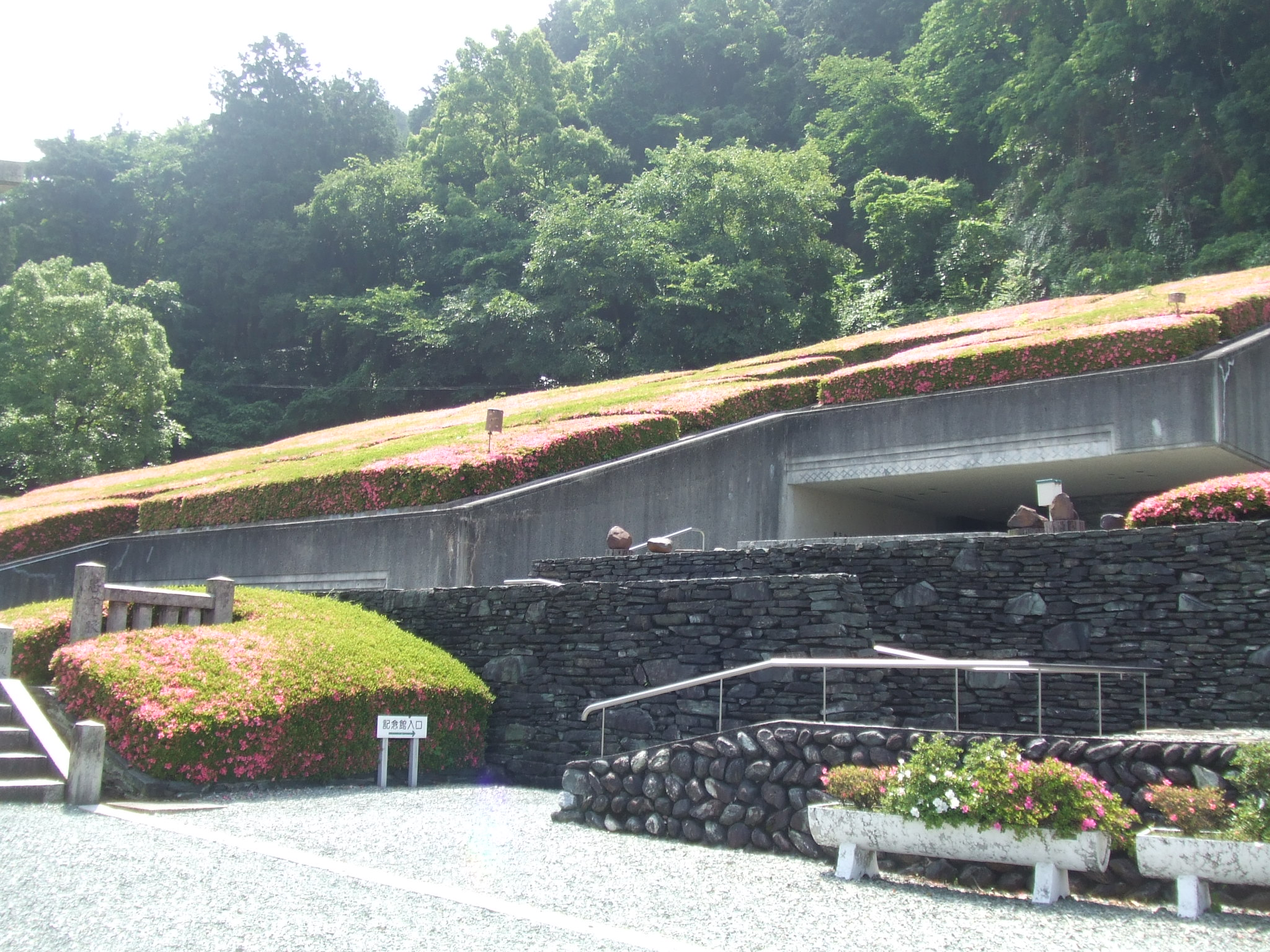
別子銅山記念館

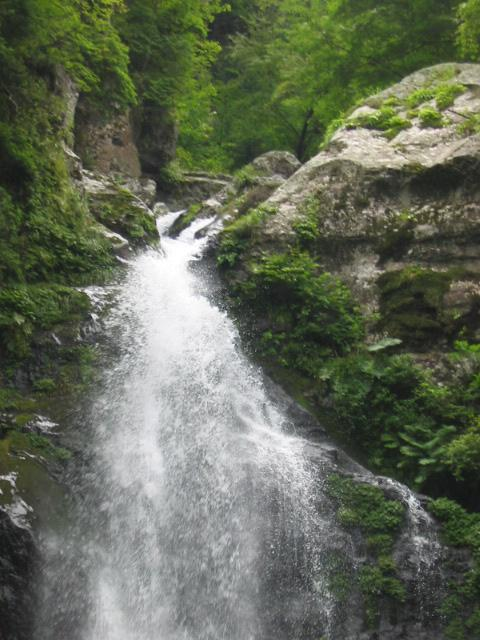
魔戶瀑布

### 祭典、活動
- 新居濱太鼓祭：每年10月16日-10月18日舉辦
- 大島八幡神社秋季大祭：每年10月第2個星期六、日舉辦

### 景點
別子銅山産業遺産群
- 口屋
- 住友化學愛媛工場歷史資料館
- 住友俱樂部
- 住友別子鑛山鐵道
- 泉壽亭
- 東平貯鑛庫
- 端出場水力發電所
- 廣瀨邸

自然
- 黑島海濱公園
- 瀧之宮公園
- 銚子瀑布
- 魔戶瀑布

史跡
- 岡崎城遺跡
- 金子城遺跡
- 生子山城遺跡

展示館場
- 愛媛縣總和科學博物館
- 住友化學愛媛工場歷史資料館
- 新居濱市立郷土美術館
- 新居濱市別子山鄉土館
- 廣瀨歷史記念館
- 別子銅山記念館

## 教育
大学
1949年愛媛大學成立之初，其工學院之校區曾設於市內，直到1963年工學院才遷移至松山市。1973年桃山學院短期大學在此建校，但後於1988年停止招生，並於1990年廢校。因此目前轄區內並無任何大學。
高等專門學校専門學校
- 新居濱工業高等專門學校

高等學校
- 愛媛縣立新居濱西高等學校
- 愛媛縣立新居濱東高等學校
- 愛媛縣立新居濱南高等學校
- 愛媛縣立新居濱商業高等學校
- 愛媛縣立新居濱工業高等學校
- 未來高等學校新居濱分校

## 姊妹、友好城市

### 海外
- 德州市（中華人民共和國山東省）
兩地於1997年11月締結為友好都市。

## 本地出身之名人
政治
- 森清：前眾議院議員
- 小野晉也：前眾議院議員、文部科學副大臣
- 加藤敏幸：前參議院議員、外務大臣政務官
- 渡邊修：前日本貿易振興機構理事長、曾任通商産業事務次官
- 三井環：大阪高等檢察廳公安部長

學術
- 早川幸男：前名古屋大學校長、宇宙物理學家
- 藤田光孝：物理學家
- 河上正二：法學家
- 藤田達生：日本歷史學家
- 鈴木茂：經濟學家

企業
- 十河信二：第4任日本國有鐵道總裁、「新幹線之父」
- 浮川和宣：JustSystems創辦人
- 永易克典：三菱東京UFJ銀行代表取締役

體育
- 藤田元司：前職業棒球教練
- 續木敏之：前職業棒球選手、教練
- 片岡大藏：前職業棒球選手
- 古澤憲司：前職業棒球選手
- 飯尾為男：前職業棒球選手
- 鴨田勝雄：棒球教練
- 福西崇史：前職業足球選手
- 伊藤宏樹：職業足球選手
- 阿部吉朗：職業足球選手
- 福田健二：職業足球選手
- 青野慎也：前職業足球選手
- 石川大：職業足球選手
- 真鍋和人：前舉重選手
- 垣原賢人：職業摔角選手
- 木村健悟：前力士、職業摔角選手
- 三迫仁志：前職業拳擊選手、日本職業拳擊協會會長
- 山田和司：羽毛球選手

作家、畫家
- 真鍋博：插畫家
- 篠原とおる：漫畫家
- 真斗：漫畫家
- 近藤勝也：動畫師、插畫家
- 白石拓：科幻作家
- 白川渥：小説家

音樂
- Anchang：歌手
- yuina：歌手
- 宮脇渉：歌手
- 川内亨：藝人
- rino：歌手
- 水樹奈奈：配音員、歌手
- MiKA（近藤美香）：歌手，Daisy×Daisy主音，水樹奈奈之胞妹
- 高見知佳：歌手、演員
- 大和姫呂未：創作歌手、前AV女優

演藝
- 村上正明：演員
- 近野成美：演員
- 瀨戶陽一朗：演員
- 石丸幹二：演員
- 杏野ヒナナ：演員
- 愛川ゆず季：藝人
- 加藤茶：藝人
- 横山東六：漫才師

其他
- 鴻上尚史：編劇、電影導演
- 藤田一照：曹洞宗僧侶

## 外部連結
- （日語） 新居濱市觀光協會 （页面存档备份，存于）
- （日語） 新居濱商工會議所 （页面存档备份，存于）
- （日語） 新居濱商店街聯盟
- OpenStreetMap上有關新居濱市的地理